# Kalsdorf bei Graz
Kalsdorf bei Graz é um município da Áustria, situado no distrito de Graz-Umgebung, na estado da Estíria. Tem 15,16 km² de área e sua população em 2019 foi estimada em 7.128 habitantes.